# Gloriett-telep
A Gloriett-telep Budapest XVIII. kerületének egyik városrésze.

## Fekvése
Határai: Iparvágány vonala a Dalmady Győző utcától – Körös utca – Péterhalmi út – Gilice tér – Közdülő út – Nagykőrösi út – Méta utca – Sallai Imre utca – Fürst Sándor utca – Varjú utca – Garay utca – Bókay Árpád utca – Madarász utca – Wlassics Gyula utca – Dalmady Győző utca a Burma iparvágányig.

## Története

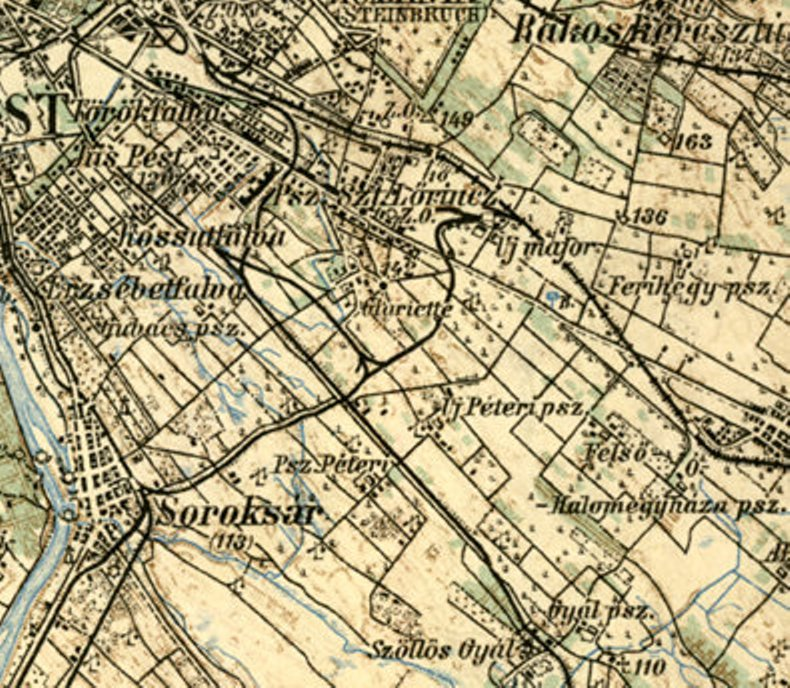
Gloriett egy régi térképen

A városrész neve a valamikor itt állt, a bécsi (schönbrunni) Gloriette mintájára Gloriettnek nevezett, kör alaprajzú épületre utal, amelyet Mayerffy Xavér Ferenc emeltetett 1814-ben, amikor a Napóleon legyőzése után Bécsben ülésező nagyhatalmi konferencia vendégei látogatást tettek Pest-Budára, és ebből az alkalomból a Szent Lőrinc pusztán katonai parádét tartottak. A porosz, az orosz és a Habsburg uralkodó a mai Gilice téren emelt kilátóból szemlélte a parádét. Az épület később dr. Krepuska Géza professzor tulajdonába került, aki a szőlőbirtoka szélén álló épületet gazdasági célra hasznosította. Az épületet a második világháború alatt a visszavonuló német-magyar csapatok felrobbantották. Az eredetileg Sallai Imre nevét viselő Gloriett lakótelep 1986-1990 között épült.
A mai városrész két egykori városrész, a Gloriett-kertváros és a Madártelep egyesítéséből jött létre.
A Gloriett-kertváros határai voltak: Vaskút utca a Sallai Imre utcától – Varjú utca – Sallai Imre utca – Fogoly utca – Nemeske utca –  Bököny utca – Szalafő utca – Gádoros utca – Fiume utca – Péterhalmi út – Gilice tér déli és nyugati oldala – Sallai Imre utca a Vaskút utcáig.
A Madártelep határai voltak: Batthyány Lajos utca a Petőfi utcától – Dalmady Győző utca – Üllői út – Körös utca – Fiumei utca – Gádoros utca – Szalafő utca – Bököny utca – Nemeske utca – Fogoly utca – Sallai Imre utca – Varjú utca – Petőfi utca a Batthyány Lajos utcáig.